# پیرپائولو فراتزی
پیرپائولو فراتزی (انگلیسی: Pierpaolo Ferrazzi؛ زادهٔ ۲۳ ژوئیهٔ ۱۹۶۵) قایقران کانو اهل ایتالیا است.